# Дух вулика
«Дух вулика» (англ. El espíritu de la colmena) — іспанська кінодрама 1973 року режисера Віктора Ерісе. Фільм, який став дебютом Ерісе, вважають шедевром іспанського кіно У центрі уваги фільму — дівчинка на ім'я Ана та її захоплення американським фільмом жахів 1931 року «Франкенштайн», навчання в школі, а також життя її сім'ї.
Багато хто відзначає, що у всьому фільмі наявний символізм, як художній прийом і спосіб, у який Ерісе уникнув цензури. Попри цензуру в Іспанії, яка перебувала під режимом Франко під час його створення та виходу, фільму вдається символічно зобразити життя Іспанії за правління Франко. І хоча цензори були насторожені частиною навіюваного змісту фільму про авторитарний режим, вони дозволили випустити його в Іспанії, виходячи з його успіху за кордоном і припущення, що більшість публіки не зацікавить «повільне „художнє“ зображення з тонким сюжетом».
Фільм назвали «чарівним портретом заплутаного внутрішнього життя дитини».

## Сюжет
Шестирічна Ана — сором'язлива дівчинка, яка живе в садибі у віддаленому іспанському селі на кастильському плато разом зі своїми батьками Фернандо і Терезою та старшою сестрою Ізабель. 1940 рік, громадянська війна щойно закінчилася перемогою франкістів над республіканцями. Її літній батько більшість часу доглядає за вуликами та пише про них; її набагато молодша мати захоплена мріями про далекого коханого, якому вона пише листи. Найближчим супутником Ани є Ізабель, яка любить її, але не може втриматися від гри на довірливості молодшої сестри.
Пересувний кінотеатр привозить у село Франкенштайна, і сестри йдуть його дивитися. Фільм справляє глибоке враження на Ану, зокрема, сцена, де чудовисько люб'язно грається з маленькою дівчинкою, а потім випадково вбиває її. Вона питає сестру: «Навіщо він убив дівчину, і чому його після цього вбили?» Ізабель каже їй, що монстр не вбивав дівчину і насправді не мертвий; вона каже, що все у фільмах підробка. Ізабель каже, що монстр схожий на духа, і Ана може поговорити з ним, якщо закриє очі та покличе його.
Захоплення Ани цією історією посилюється, коли Ізабель веде її до безлюдної вівчарні, яка, за її словами, є будинком монстра. Ана кілька разів повертається туди сама, щоб його шукати, і врешті-решт виявляє пораненого республіканського солдата, який ховається у вівчарні. Замість того, щоб тікати, вона годує його і навіть приносить йому пальто і годинник свого батька. Одного разу вночі приходить франкістська поліція, знаходить республіканського солдата і стріляє в нього. Незабаром поліція пов'язує батька Ани зі втікачем і припускає, що той викрав у нього речі. Батько дізнається, хто з дочок допоміг втікачеві, помітивши реакцію Ани, коли він дістав кишеньковий годинник. Коли Ана наступного разу йде відвідати солдата, вона бачить, що його немає, а на землі залишилися плями крові. Зіткнувшись із батьком, вона тікає.
Сім'я Ани та інші селяни шукають її всю ніч, ніби повторюючи сцену з Франкенштайна. Коли вона стає на коліна біля озера, вона бачить потвору Франкенштайна, що наближається з лісу та стає на коліна біля неї. Наступного дня Ану знаходять неушкодженою. Лікар запевняє її матір, що вона поступово оговтається від невизначеної «травми», але натомість Ана віддаляється від сім'ї, воліючи стояти на самоті біля вікна й мовчки кликати духа, як їй сказала Ізабель.

## Акторський склад
| Актор                 | Роль                       |
| --------------------- | -------------------------- |
| Фернандо Фернан Гомес | Фернандо                   |
| Тереза Ґімпера        | Тереза                     |
| Ана Торрент           | Ана                        |
| Ізабель Теллерія      | Ізабель                    |
| Кетті де ла Камара    | покоївка Кетті             |
| Естаніс Гонсалес      | поліціянт Естаніс          |
| Хосе Вілласанте       | потвора Франкенштайна Хосе |
| Хуан Марґалло         | втікач Джон                |
| Лалі Солдевіла        | вчителька донья Лалі       |
| Мігель Пікасо         | лікар Мігель               |

## Історичний контекст
Франсіско Франко прийшов до влади в Іспанії 1939 року після кривавої громадянської війни, яка повалила лівий уряд. Війна розколола сім'ї, а суспільство, розділене та залякане, в роки після громадянської війни мовчало. Фільм знято 1973 року, коли франкістська держава не була такою суворою, як на початку; однак відкрито критикувати її все ще було неможливо. В усіх ЗМІ Іспанії вже проковзнули через цензуру мистецькі матеріали, які критикують франкістську Іспанію. Найвідоміший — режисер Луїс Бунюель, який 1962 року зняв там «Вірідіану». Знімаючи фільми, багаті символізмом і витонченістю, можна вкласти в них повідомлення, яке приймуть або пропустять цензори.

## Символізм
Фільм насичений символізмом, розпад емоційного життя сім'ї можна розглядати як символ емоційного розпаду іспанської нації під час громадянської війни.
Сам вулик має символіку не лише для глядачів, а й для одного з персонажів: батька Фернандо. Для обох сторін він символізує одне й те саме: «нелюдяність фашистської Іспанії».
Безплідні порожні ландшафти навколо вівчарні вважають символом ізоляції Іспанії в перші роки франкістської держави.
У фільмі Фернандо письмово описує свою огиду до безглуздої діяльності вулика. Це, можливо, натяк на людське суспільство за часів франкізму: впорядковане, організоване, але позбавлене будь-якої уяви. Тему вулика перенесено в садибу, яка має вітражі з шестикутними шибками і пронизана світлом медового кольору.
Символізм цього фільму охоплює не лише політичні теми, а також аспекти дитинства, такі як страхи, тривоги та уява.
Ана представляє невинне молоде покоління Іспанії приблизно 1940 року, тоді як брехлива порада її сестри Ізабель символізує «націоналів» (солдатів фракції націоналістів на чолі з Франко та їхніх прихильників), звинувачених у одержимості грошима та владою.
Навіть місце дії фільму в історії має власний символізм. 1940 рік став роком, який Ерісе та інші іспанці його покоління вважають початком правління Франко в Іспанії.

## Виробництво
Продюсер фільму Еліас Керехета хвилювався, що фільм не буде завершено.
У попередній версії сценарію дія спочатку розгорталася в 1970-х роках: батько дорослої Ани смертельно хворий, і вона повертається до свого села, щоб возз'єднатися з ним. Вважаючи, що ця версія «приховує драму, наголошуючи на мильній опері, а не на дитячій магії», Ерісе змінив сценарій.
Фільм знято в селі Хоюелос у Сеговії, (Кастилія і Леон, Іспанія).
Імена чотирьох головних героїв збігаються з іменами акторів, які їх грають. Це викликано тим, що Ана, якій на момент знімання було сім років, була збентежена зміненням імен на екрані та поза ним. Ерісе просто змінив сценарій, надавши персонажам імена акторів.
Віктор Ерісе написав про свій вибір назви: «Назва справді не моя. Це взято з книги великого поета і драматурга Моріса Метерлінка, яка, на мою думку, є найкрасивішою з усіх, що коли-небудь були написані про життя бджіл. У цьому творі Метерлінк використовує вислів „Дух вулика“, щоб назвати могутню, загадкову й парадоксальну силу, якій, здається, коряться бджоли, і яку розум людини так і не зрозумів».
Оператор фільму Луїс Куадрадо осліп під час знімання.

## Реакція критики
Відповідно до DVD-додатку «Footprints of a Spirit» у презентації Духу вулика від Criterion Collection, коли фільм отримав першу нагороду на престижному кінофестивалі в Сан-Себастьяні, пролунали насмішки, а деякі люди, на знак протесту, тупотіли ногами. Продюсер фільму сказав, що після першого показу наприкінці 1973 року багато глядачів висловили йому співчуття.
Через багато років, коли на початку 2007 року фільм було повторно випущено в США, Ентоні Олівер Скотт, кінокритик The New York Times, високо оцінив режисуру драми: «Історія, яка виникає з чудових, з любов'ю розглянутих образів є водночас ясним і загадковим, урівноваженим між дорослою тугою та дитячим запалом, скорботним знанням і враженою невинністю».

Кінокритик Ден Каллахан високо оцінив операторську роботу, сюжет, режисуру та гру акторів. Він писав:
|  | Кожну чарівну годину, залитий світлом образ у „Дусі вулика“ Віктора Еріса сповнено таємничим жахом. … У кінематографі є щось хтиве, і це відповідає відчуттю появи сексуальності у дівчат, особливо в сцені, де Ізабель фарбує свої губи кров'ю з власного пальця…[і] Торрент з її суворим, красивим личком., забезпечує моторошно незворушну присутність у центрі плівки. Один раз, коли вона посміхається, це як маленьке диво, проблиск благодаті серед тривоги чорних котів, стрімких чорних потягів, пожираючого вогню та отруйних грибів. Ці ознаки жаху пронизують фільм.Оригінальний текст (англ.) Every magic hour, light-drenched image in Victor Erice's The Spirit of the Beehive is filled with mysterious dread....There's something voluptuous about the cinematography, and this suits the sense of emerging sexuality in the girls, especially in the scene where Isabel speculatively paints her lips with blood from her own finger...[and] Torrent, with her severe, beautiful little face, provides an eerily unflappable presence to center the film. The one time she smiles, it's like a small miracle, a glimpse of grace amid the uneasiness of black cats, hurtling black trains, devouring fire and poisonous mushrooms. These signs of dismay haunt the movie. |

Том Доусон з ВВС написав про те, як у фільмі використано дітей-акторок, щоб показати точку зору дітей, похваливши Ану Торрент та Ізабель Теллерію:
|  | Виразно зіграний двома молодими головними акторками, це твір, який незабутньо передає погляд дитини на таємниці повсякденного життя».Оригінальний текст (англ.) Expressively played by its two young leads, it's a work which memorably captures a child's perspective on the mysteries of everyday life. |

Рецензія Variety під час виходу фільму схвалює акторів фільму, зокрема Ану Торрент і Фернандо Фернана Гомеса, і вказує на простоту сцен у фільмі як на джерело його чарівності. Критик Джон Саймон писав: «Проте через повну некомпетентність немає нічого подібного до „Духу вулика“».

2007 року Кім Ньюман з Empire похвалив Ану Торрент за її гру, сказавши, що вона 
|  | приносить у фільм чудову, чесну гру — можливо, найкращу роботу, яку будь-коли виконав актор-дитина».Оригінальний текст (англ.) carries the film with a remarkable, honest performance — perhaps the best work ever done by a child actor. |

Він згадує про емоції, які відчуває Ана та останній рядок фільму: «Yo soy Ana/Це я, Ана». Ньюман також похвалив відсутність у фільмі пояснень подій, що відбуваються на екрані, «або, власне, того, що саме відбувається в родині Ани, селі чи країні».
1999 року Дерек Мальколм із The Guardian написав: «Це один із найкрасивіших і захоплюючих фільмів, коли-небудь знятих в Іспанії або будь-де за останні 25 років чи близько того». Він описує фільм як «майже ідеальний підсумок дитячих уяв», а також зазначає, що темою фільму є вплив режиму Франко на Іспанію. Мальколм також високо оцінив роботу оператора Луїса Куадрадо, назвавши її «геніальною», згадавши «атмосферно приглушені кольори».
У рецензії 1977 року Гері Арнольд із The Washington Post дав більш критичний огляд фільму Ерісе. Він пише, що в Ерісе є проблематична віра у використання «довгих, важких, статичних кадрів», і продовжує, що Ерісе «перевантажив» цей фільм такими кадрами.
20 листопада 2012 року фільм потрапив до добірки Роджера Еберта «Великі фільми».
На веб-сайті агрегатора рецензій Rotten Tomatoes рейтинг схвалення фільму становить 96 % на основі 24 рецензій із середнім рейтингом 8,93/10. Консенсус критиків сайту гласить: «El Espíritu de la Colmena використовує спадщину класичної історії жахів як нитку для надзвичайно захопливої казки про дитинство, зітканої з незвичайною витонченістю». На Metacritic фільм отримав середню оцінку 87 зі 100 на основі 4 критиків, що вказує на «загальне визнання».
Японський кінорежисер Акіра Куросава назвав цей фільм одним із 100 своїх улюблених фільмів.

## Спадщина
Робота Ерісе над фільмом зрештою вплинула на роботу Ґільєрмо дель Торо над його власними фільмами «Хребет диявола» та «Лабіринт Фавна», особливо на повторювану ідею дітей, які вірять у вигадані світи та діють відповідно у цей період історії Іспанії.

## Нагороди
Перемоги
- Чиказький міжнародний кінофестиваль: Срібний Г'юго; 1973 рік.
- Міжнародний кінофестиваль у Сан-Себастьяні: Золота мушля, Віктор Ерісе; 1973 рік.
- Cinema Writers Circle Awards, Іспанія: CEC Award; найкращий фільм; найкращий актор — Фернандо Фернан Гомес; найкращий режисер — Віктор Ерісе; 1974 рік.
- Fotogramas de Plata, Мадрид, Іспанія: найкраща виконавиця іспанського фільму — Ана Торрент; 1974 рік.
- Association of Latin Entertainment Critics[en]: премії ACE, кіно, найкраща актриса — Ана Торрент; кіно, найкращий режисер — Віктор Ерісе; 1977 рік.